# Дойл, Джерри
Джерри Дойл (англ. Jerry Doyle; 16 июля 1956, Бруклин, Нью-Йорк, США — 27 июля 2016, Лас-Вегас, Невада, США) — американский актёр.

## Ранние годы
Джерри Дойл родился в семье офицера полиции. Окончил университет аэронавтики «Эмбри Риддл» в городе Дейтон, Флорида, получив степень бакалавра.

## Карьера

### Актёрская карьера
На своей первой работе в фирме «Фолкон Джет» в Нью-Джерси Дойл занимался продажей и маркетингом самолётов, а затем переключился на банковские операции на Уолл-стрит. Когда Джерри работал на Уолл-стрит, ему предложили роль в сериале «Детективное агентство «Лунный свет»». Дойл вылетел в Лос-Анджелес, где проходили съёмки, и сыграл эпизодическую роль.
В 1990 году он решил стать актёром. Первой его ролью по приезде в Лос-Анджелес стала роль в эпизоде мыльной оперы «Дерзкие и красивые». За ним последовали роли в сериалах «Домашний фронт», «Обоснованные сомнения», «Отступник», «Вавилон-5», а также рекламные ролики компании «Макдоналдс». Дойл озвучил главную роль в мультсериале «Капитан Сайман и космические обезьяны». Также он работал радиоведущим.

### Политическая деятельность
В 2000 году Дойл решил заняться политикой и участвовал в выборах в Палату Представителей в качестве кандидата от 24 избирательного округа Калифорнии (Лос-Анджелес и округ Вентура) от Республиканской партии. Выборы он проиграл действующему члену Палаты от партии демократов Брэду Шерману. Впоследствии разорвал отношения с партией и объявил себя независимым беспартийным политическим деятелем.

## Личная жизнь
В 1992 году Дойл познакомился со своей будущей женой Андреа Томпсон, которая исполняла роль телепатки Талии Винтерс в сериале «Вавилон-5»). Они поженились, но брак, в котором у них родился сын Эл, распался в 1997 году.

### Смерть
27 июля 2016 года, через одиннадцать дней после своего 60-летия, Джерри Дойл был обнаружен без сознания в своем доме в Лас-Вегасе и вскоре после этого он скончался. По заявлению коронера округа Кларк, одной из причин этому явились осложнения от хронического алкоголизма актёра.